# René Waleff
René Waleff est un rameur français né le 30 novembre 1874 à Genève et mort le 31 mars 1961 à Jouarre (Seine-et-Marne). Il était membre du Club Nautique de Paris puis de la Société Nautique de la Marne.

## Biographie
René Waleff, Lucien Martinet et un barreur inconnu ont remporté la médaille d'argent en deux avec barreur aux Jeux olympiques d'été de 1900 à Paris. La même année, il est médaillé d'or en deux avec barreur aux Championnats d'Europe.